# Олменета
Олменета (итал. Olmeneta) је насеље у Италији у округу Кремона, региону Ломбардија.
Према процени из 2011. у насељу је живело 920 становника. Насеље се налази на надморској висини од 53 м.

## Становништво
Према резултатима пописа становништва 2011. у општини је живело 967 становника.
| 1931. | 1936. | 1951. | 1961. | 1971. | 1981. | 1991. | 2001. | 2011. |
| ----- | ----- | ----- | ----- | ----- | ----- | ----- | ----- | ----- |
| 1.529 | 1.484 | 1.482 | 1.213 | 923   | 845   | 919   | 931   | 967   |